# Laurids Pedersen Thura
Laurids Pedersen Thura (* 3. Oktober 1598 in Skælskør; † 7. Januar 1655 in Nykøbing Falster) war ein dänischer Orientalist, Lehrer und Pfarrer.
Der Sohn des Chirurgen Peder Lauridsen Holst wurde 1620 an der Universität von Kopenhagen immatrikuliert. Von 1621 bis 1623 studierte er klassische und orientalische Sprachen in  Rostock und Wittenberg. Er setzte sein Studium in Kopenhagen fort und schloss es 1625 mit dem Grad eines Magisters ab. Er wurde Rektor in Næstved, 1626 Konrektor der Vor Frue skole in Kopenhagen und 1628 Rektor von Herlufsholm. Ab 1630 war er Pfarrer von Nykøbing Falster und Propst von Falster.
In seiner Eigenschaft als Propst hinterließ Pedersen ausführliche und gewissenhafte Aufzeichnungen in seinem umfangreichen brevbog, das eine interessante Quelle für die kirchen- und zeitgeschichtliche Forschung darstellt. Als Orientalist verfasste er eine Übersetzung des Hoheliedes samt Paraphrasen, Kommentaren und einem Anhang vierstimmiger Choralsätze (Canticum canticorum, Kopenhagen 1640).
Seinen Namen latinisierte Pedersen als Laurentius Petraeus, dem fügte er das aramäische Wort Thura für „Fels“ (Petrus) an.